# Gawranica
Janoszka (563 m) – szczyt w Paśmie Bukowskim w Beskidzie Małym. Znajduje się w północno-wschodnim grzbiecie Kiczory nad Porąbką. Grzbiet ten w połowie długości rozgałęzia się na dwa ramiona; północne ze szczytem Gawranica i północno-wschodnie ze szczytem Janoszka. Północny stok Gawranicy opada do potoku Wielka Puszcza, zachodni i wschodni do dwóch jego dopływów.
Nazwa Gawranica jest pochodzenia ludowego i została zatwierdzona przez Komisję Nazewniczą. Nie prowadzi przez nią żaden szlak turystyczny. Znajduje się w granicach wsi Porąbka w województwie śląskim, w powiecie bielskim, gminie Porąbka. Jest całkowicie porośnięta lasem ze 100-letnimi jodłami i bukami.